# Prumnopitys ferruginea
Il miro (Prumnopitys ferruginea (G.Benn. ex D.Don) de Laub.) è una conifera sempreverde della famiglia Podocarpaceae, endemica della Nuova Zelanda.

## Descrizione
Può crescere fino a 25 m di altezza, e il tronco può raggiungere gli 1,3 m di diametro. Le foglie, lineari o a forma di falce, sono lunghe 15-25 mm e larghe 2-3 mm, e hanno i margini incurvati verso il basso. La specie è dioica: i coni pollinici sono generalmente solitari, mentre quelli delle piante di sesso femminile pendono da uno stelo ricurvo e scaglioso. I coni sono piuttosto strani, e sono ridotti ad uno stelo centrale di 2-3 cm di lunghezza con 1-3 scaglie; ogni squama matura assomiglia ad una bacca ovale, lunga circa 20 mm e larga 10-15 mm, di colore rosso o rosso-viola con una morbida polpa commestibile che ricopre il singolo seme. I semi vengono dispersi dal Kererū (il piccione di Nuova Zelanda), che si nutre di queste «bacche» e rilascia i semi con i propri escrementi. Il miro è presente sia in terreni di pianura che su pendici collinari, ed è diffuso sia sulle due isole principali che sull'isola di Stewart/Rakiura (47° sud).
Il nome scientifico ferruginea si deve alla colorazione ruggine che assumevano le foglie essiccate negli erbari.

## Distinguere ilmirodalmataī
Il miro si distingue da una forma affine e (almeno inizialmente) molto simile, il mataī (Prumnopitys taxifolia), per quattro aspetti della sua morfologia: i coni, la corteccia, i semi e le foglie.
- Il miro ha foglie più lunghe e larghe con pagine inferiori verdi, mentre quelle del mataī sono bianche. Inoltre, le foglie del miro generalmente si assottigliano all'estremità, mentre quelle del mataī sono arrotondate, talvolta con una piccola punta diritta all'estremità.
- Il miro ha coni di colore rossastro, mentre quelli del mataī sono nero-bluastri.
- Il miro ha anche coni relativamente più lunghi e di forma ovale.
- Come nel mataī, la corteccia dei miro più maturi si sbriciola creando un caratteristico «aspetto a colpi di martello», ma, diversamente dal mataī, l'aspetto non è così pronunciato né così variopinto (nel mataī le zone dalle quali la corteccia è stata recentemente asportata presentano spesso una colorazione rossa che sbiadisce col passare del tempo fino a divenire marrone).